# Вакереча (Арецо)
Вакереча је насеље у Италији у округу Арецо, региону Тоскана.
Према процени из 2011. у насељу је живело 1049 становника. Насеље се налази на надморској висини од 145 м.